# ککشد
ککشد (به مجاری:  Kékesd) یک منطقهٔ مسکونی در مجارستان است که در ناحیه پچ‌واراد واقع شده‌است.